# Undercover Dschihadistin
Undercover-Dschihadistin: Wie ich das Rekrutierungsnetzwerk des Islamischen Staats ausspionierte (Originaltitel: Dans la peau d’une djihadiste : Enquête au cœur des filières de recrutement de l’État islamique; wörtlich: „In der Haut einer Dschihadistin: Ermittlungen im Zentrum der Rekrutierungswege des Islamischen Staates“) ist ein Buch der französischen Autorin Anna Erelle. Die investigative Reportage wurde erstmals am 8. Januar 2015 im Verlag Editions Robert Laffont, Paris, veröffentlicht.

## Inhalt
Die Autorin – eine freiberufliche Journalistin und Autorin in ihren Dreißigern – gibt sich im Frühjahr 2014 als junge, kaum 20-jährige Konvertitin namens Mélodie  aus und recherchiert in den sozialen Netzwerken, mit welchen Methoden radikale islamistische Organisationen in Europa Jugendliche für den Krieg in Syrien anwerben. Dafür nimmt sie auf Facebook Kontakt mit einem Kommandanten des „Islamischen Staats“ auf und entlockt ihm Informationen über das Söldnerleben in der Kampfzone. Das Ergebnis ihrer wochenlangen Recherche veröffentlicht die Journalistin unter dem Pseudonym „Anna Erelle“. Nach dem Erscheinen wird sie vom IS mit einer Fatwa bedroht und lebt nun unter Polizeischutz.

## Rezeption
In Frankreich erreichte die erste Auflage 35.000 Exemplare; ihr folgte im gleichen Jahr eine Taschenbuchausgabe. Das Buch wurde seitdem in mehr als 14 Sprachen übersetzt. Die deutsche Ausgabe wurde zuerst im Mai 2015 im gebundenen Format im Verlag Droemer veröffentlicht; ihr folgte im April 2016 eine Taschenbuchausgabe bei Knaur.
Das Westfälische Landestheater Castrop-Rauxel zeigt seit der Spielzeit 2016/17 eine Bühnenfassung des Buches, die vom Ministerium für Kultur und Wissenschaft des Landes NRW gefördert wird (Uraufführung am 15. September 2016). Die Inszenierung richtet sich besonders an Jugendliche und junge Erwachsene. Am 11. Oktober 2019 fand im WLT-Studio Castrop-Rauxel die 50. Vorstellung des Stücks statt.
Die Landeszentrale für politische Bildung Nordrhein-Westfalen empfiehlt das Buch in ihrem Web-Auftritt.

### Frz. Originalausgabe
- Anna Erelle: Dans la peau d'une djihadiste : Enquête au cœur des filières de recrutement de l'État islamique. Éditions Robert Laffont, Paris 2015.

### Deutsche Ausgaben
- Anna Erelle: Undercover-Dschihadistin: Wie ich das Rekrutierungsnetzwerk des Islamischen Staats ausspionierte. Verlag Droemer, München 2015, 272 Seiten, ISBN 3-426-27671-2.
- Anna Erelle: Undercover-Dschihadistin: Wie ich das Rekrutierungsnetzwerk des Islamischen Staats ausspionierte. Knaur-Taschenbuchverlag, München 2016, 272 Seiten, ISBN 3-426-78795-4.